# Alfredo Ildefonso Schuster
Alfredo Ildefonso Schuster (născut Alfred Alois Schuster;  n. 18 ianuarie 1880, Roma, Regatul Italiei – d. 30 august 1954, Venegono Inferiore, Lombardia, Italia) a fost un călugăr benedictin, arhiepiscop al Arhidiecezei de Milano și cardinal. În anul 1996 a fost beatificat de papa Ioan Paul al II-lea.